# 艾斯卡爾·買買提
艾斯卡尔·买买提（維吾爾語：ئەسقەر مەمەت‎，拉丁维文：Esqer Memet，藝名「灰狼」），维吾尔音乐家，灰狼乐队主唱。

## 生平
艾斯卡尔出生于中华人民共和国新疆维吾尔自治区的喀什，少时就读汉语学校，1982年从电影学校毕业，次年分配到天山电影制片厂，专职放电影。出于他本身对社会的思考和音乐的追求，不久他放弃工作，来到中国内地开始了音乐生涯，组建灰狼乐队。在此之间，他远离家乡，起初事业不算顺利，但始终没有放弃理想，经过若干年的发展，如今，艾斯卡尔已经成为了现代维吾尔音乐的一面旗帜。

## 音乐
大体上，艾斯卡尔的音乐是摇滚和突厥音乐的结合，在音乐形式上和传统的突厥音乐有一些差别。
最早，艾斯卡尔受到中国摇滚乐的影响，音乐表现出对社会浮躁的茫然和宣泄。但在其后期的音乐作品中，则进一步清晰地表达了自己对维吾尔民族的强烈感情，和深深的呼唤。他的作品普遍带有朴素浪漫主义色彩。
由于他精通汉语，所以他的音乐作品除了曲调外，在作词方面，更是有深刻的内涵，精神的力量。也正是出于此，艾斯卡尔从一个歌手，被人们认作一位维吾尔音乐家。

## 链接
- Esqer Graywolf 官方网站